# 霸道总裁文

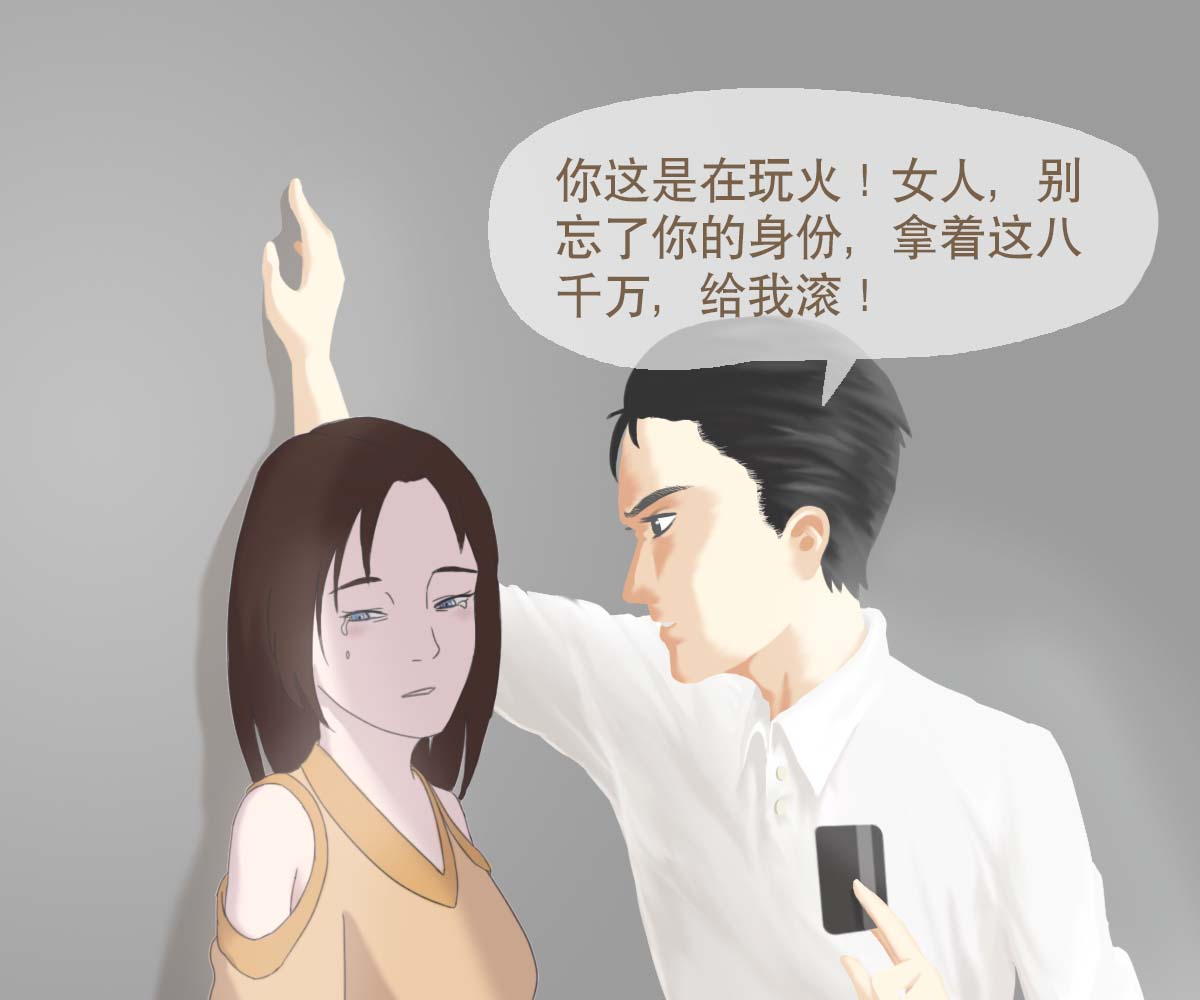
霸道总裁文的对白

霸道总裁文简称总裁文、霸總文，是一种主要流行于中国大陆、台灣和韓國的网络文学作品，以“霸道总裁”和平民女子之间的爱情故事为核心内容。

## 内容
霸道总裁文以“霸道男性总裁”和平民女子之间的爱情故事为核心内容。男主角通常是一名年轻富有的商界精英或其他社会翘楚，外表高大英俊，为人自大、强势、粗暴、霸道而冷漠孤傲，用情专一；女主角通常出身于普通家庭，相貌平凡，头脑愚拙，无特别过人之处可言，性格懦弱，人物形象显得纯洁、弱小。随着情节推进，男主角突然狂热地爱上了女主角，而且表达爱意的方式非常霸道和粗暴，有强加于人的嫌疑。最终，女主角成功与男主角结婚，嫁入豪门，跻身上流社会，得到美满爱情和富裕生活。
早期的霸道总裁文不单包含爱情故事元素，也穿插多条叙事线索，情节较为丰富。文章还会叙述男主角通过个人奋斗而成为总裁的历程，不过这些描述所占的篇幅较小，经常会轻轻带过。但是，后来的霸道总裁文变成单纯的言情小说，男女主角之间的恋情成为唯一情节，男主角也从过往的白手起家变成富家子弟出身，不需要经过个人奋斗，只会一味追求物质和爱情。另外，霸道总裁文的世界背景出现多个变种，例如以古代或仙界为背景，甚或以纳粹德国为背景，或者掺入时间旅行（“穿越”）元素；男主角的职业和社会身份同样发生变种，逐渐出现律师、杀手、军阀、高官、国君、特工等其他职业的男主角，但无论从事什么职业，男主角都必然在自身生活环境具有呼风唤雨的能力。

## 起源、流行与传播
“霸道总裁”这个文学形象最早可见于台湾作家琼瑶在1970年代的小说《心有千千结》，但这部小说并非真正的霸道总裁文，而是为霸道总裁角色建立雏形而已。“霸道总裁文”发源于1990年代台湾作家席绢的言情小说，她的小说作品描写少年商界精英与底层少女相恋，又把爱情描绘成征服，奠定了霸道总裁文的基调。以她在1995年出版的小说《罂粟的情人》为例，这部小说的男主角是台湾大型企业的少东，他为人凶悍无情，强行把一名贫困少女包养为情妇，但两人最终结成眷属。
台湾言情小说在中国大陆同样流行，导致一代作者受到这种文学风格影响。随着网络文学兴起，任何人都能轻易公开发表作品，因此这些受言情小说影响的作者得到立足之地，开始在网上发布霸道总裁文。由于新媒体影响力与日俱增，霸道总裁文经由网络文学传播到大众，最终自成文学流派。加上，随着社会发展，文学作品市场不再由男性主导，女性读者比例大幅增加，催生了专门满足女性阅读口味的小说作品；霸道总裁文描写底层女性得到霸道总裁爱意，能够满足一部分女性对于爱情的幻想，因此得以立足于文学市场。
2010年代起，网络文学“荧屏化”的趋势开始出现，大量网络小说被改编成影视作品。霸道总裁文也不例外，多部具有霸道总裁文特色的网络小说在2014年起改编为电视剧，这令霸道总裁文的受众来源增加，影响力扩大，成功从网络平台走进主流文化视野。霸道总裁电视剧的兴起，也令大众对这个文学题材更有兴趣，继而到网上文学平台阅读霸道总裁文，因此反过来促进霸道总裁文进一步流行。

## 评价
北京大学中文系教授张颐武认为，霸道总裁文得以进入中国大陆以外地区，是“华风”（中国文化潮流）对世界带来影响的案例，因此能够为传播中国文学另辟途径，有利文化传播。
《新华每日电讯》曾刊登一篇评论文章，质疑霸道总裁文作为言情作品的文学价值。论者指出，爱情没有既定范式，主观而不可捉摸，这才是爱情的魅力所在；但是霸道总裁文是一味取悦读者、满足幻想的“快餐读物”，只求让读者得到懒惰和被动的阅读享受，所呈现的爱情显得程式化，导致作品的文学艺术水准出现退步。论者亦对霸道总裁文视爱情为征服的观念予以否定，因为“霸道”的爱情令女性地位自我矮化，并不是真正平等的爱情。
少年中国评论网站的评论文章把霸道总裁文形容为“文化怪胎”，认为霸道总裁文是由“现代中国社会残存的封建思想”、“商业社会的极端个人主义”、“小知识分子低劣的创造力”三者结合而成。论者也批判霸道总裁文的价值观，认为这些作品有强烈的强者崇拜和专制思想，并举出一部以纳粹德国为背景的霸道总裁小说为例：该小说的男主角是秘密警察高层，他强奸和囚禁了一名中国少女，更杀害她的亲友，但两人最终真心相恋。论者又质疑霸道总裁文的合理性和真实性，因为这些作品的男主角可以视法律为无物，又能在企业内肆意妄为，与现实世界相违背。
《东南传播》一篇文章称霸道总裁的形象刺激女性受众视觉快感与偏好式地接受形象消费，反映其对以男性为中心意识的社会性别秩序的认同与接受。